# 西岡公園

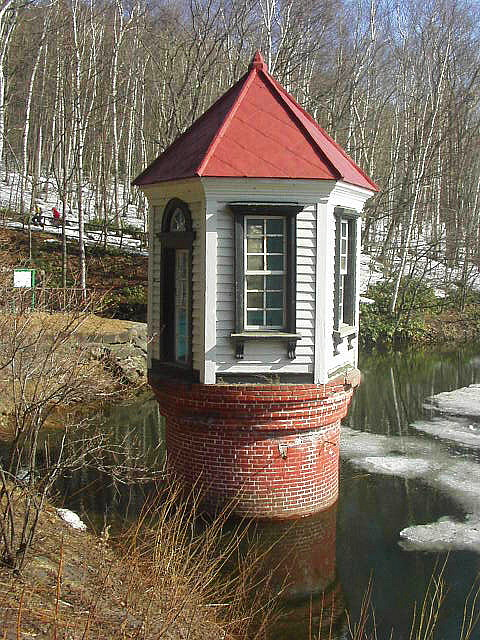
旧西岡水源池取水塔（2004年4月）

西岡公園（にしおかこうえん）は、札幌市豊平区にある公園。
月寒川を堰き止めて作られた旧西岡水源池を中心とする公園は、バードウォッチング（野鳥観察）や自然観察を楽しむことができるほか、湿原にはミズバショウなどの湿生植物や季節によってヘイケボタル、トンボなどを見ることができる。4月下旬から10月までの毎週金曜日には、公園スタッフによるガイドウォークを開催している。積雪期には歩くスキーコースが整備される。

## 歴史
- 1977年（昭和52年）：真駒内距離競技場（1972年札幌オリンピック、クロスカントリー会場）跡地の一部を都市公園として整備[6]。
- 1989年（平成元年）：西岡水源池が「ふるさといきものの里百選」選定[7]。
- 2001年（平成13年）：旧西岡水源池取水塔が国の登録有形文化財になる[8]。
- 2009年（平成21年）：特殊公園へ種別変更[1]。
- 2015年（平成27年）：管理事務所リニューアル[9]。

## 西岡水源池
西岡水源池は、1909年（明治42年）に大日本帝国陸軍第7師団歩兵第25連隊の軍用水道（月寒水道）として通水したことが始まりであり、北海道内の近代水道施設としては函館（1889年）、岩見沢（1908年）に次ぐ取水施設である。なお、水道管の上に維持管理用としてつくった道路は水源池通の前身になっている。1940年（昭和15年）から翌年にかけて取水塔から浄水場までの導水管を併設して濾過池・配水池を増設し、陸軍施設、月寒種畜牧場、月寒小学校などに給水していた。戦後、1949年（昭和24年）に豊平町（当時）が北海道財務局から月寒水道の無償貸与を受け、一般家庭への給水を始めた。1961年（昭和36年）に豊平町は札幌市と合併し、翌年には水道施設が無償譲渡された。1971年（昭和46年）の白川浄水場完成と翌年の豊平峡ダム完成に伴って西岡浄水場（月寒水道）は廃止となり、公園として整備した。取水塔は国の登録有形文化財で、内径1.5 m、高さ6.6 mの円柱状レンガ造りであり、陸軍技師の井上二郎が設計した。かつては塔まで渡ることのできる橋があった。

## ヒグマの出没
園内でヒグマの目撃情報が寄せられた場合、一定期間内閉園するなどの措置が採られる。公園側はクマ対策の必要性とクマの誘引につながるごみのポイ捨てを行わないように呼びかけている。

## 参考資料
- 荒井宏明『なぜなに 札幌の不思議100』北海道新聞社、2011年2月。ISBN 978-4-89453-583-1。
- “旧西岡水源池取水塔” (PDF). 札幌の文化財.   札幌市. 2019年3月9日閲覧。
- “水源池通” (PDF). 白石歴しるべ.   札幌市. 2016年11月9日閲覧。